# Tell Brak
Tell Brak (del árabe: تل براك) antiguamente conocida como Nagar o Nauar) fue una importante ciudad antigua de las culturas del III y II milenio a. C. al noreste de Siria. La ciudad floreció especialmente en la época acadia y más tarde la hurrita, así como durante el Imperio de Mitanni. Sus restos constituyen un tell ubicado en la región del alto Jabur, cerca del actual poblado de Tell Brak, a 50 kilómetros al noreste de la ciudad de Hasaka, en la gobernación homónima
Su antiguo nombre fue identificado como Nagar basado en unas tablillas cuneiformes en sumerio de la segunda mitad del III milenio a. C. Más tarde, sería conocida como Nauar. Tell Brak está considerado como uno de los asentamientos más antiguos del mundo con estructuras urbanas que datan de principios del IV milenio a. C.
Tell Brak, ya durante este milenio, se convirtió en una de las ciudades más grandes de la alta Mesopotamia e interactuó con las culturas del sur de Mesopotamia. La ciudad se redujo de tamaño a principios del III milenio a. C.  con el final del período de Uruk, antes de expandirse nuevamente alrededor de c. 2600 a. C., cuando fue conocida como Nagar, siendo la capital de un reino regional que controlaba el valle del río Jabur. Nagar fue destruida alrededor de c. 2300 a. C., y quedó bajo el dominio del Imperio acadio, seguido de un período de independencia como ciudad-estado hurrita, antes de contraerse de nuevo a principios del segundo milenio a. C. Nagar volvió a prosperar en el siglo XIX a. C. y quedó bajo el dominio de diferentes potencias regionales. En c. 1500 a. C., Tell Brak era un centro del reino de Mitanni antes de ser destruida por el Imperio asirio en c. 1300 a. C. La ciudad ya nunca recuperó su importancia anterior, permaneciendo como un pequeño asentamiento y siendo abandonada en algunos momentos de su historia, hasta que desapareció de los registros durante la era abasí temprana.
La ciudad fue habitada por diferentes pueblos, incluyendo los halafienses, semitas o hurritas. Tell Brak fue un importante centro religioso desde sus primeros períodos. Su famoso "Templo de los Mil Ojos" es único en la Media Luna Fértil y su deidad principal, Belet-Nagar, fue venerada en toda la región del Jabur, lo que convirtió a la ciudad en un lugar de peregrinaje. La cultura de Tell Brak fue definida por las diferentes civilizaciones que la habitaron, y es reconocida por su arte glíptico, los équidos y el vidrio. Cuando era independiente, la ciudad era gobernada por una asamblea local o por un monarca. Tell Brak era un centro comercial debido a su ubicación estratégica entre Anatolia, el Levante mediterráneo y el sur de Mesopotamia. El tell fue excavado por Max Mallowan en 1937 y luego, regularmente, por diferentes equipos entre 1979 y 2011, cuando los trabajos fueron interrumpidos por la Guerra Civil Siria.

## Nombre
Se desconoce el nombre primitivo de la ciudad; Tell Brak es el nombre actual del tell. Al este se encuentra un lago seco llamado 'Jatuniah' que fue registrado como 'Lacus Beberaci' (Lago de Brak) en el mapa romano de la Tabula Peutingeriana. El lago probablemente recibió su nombre de Brak, que era el campamento más cercano en el área. Así, el nombre 'Brak' podría ser un recuerdo del nombre más antiguo.
Durante el III milenio a. C., la ciudad fue conocida como 'Nagar', que podría ser de origen semítico y significar un 'lugar cultivado'. Este nombre dejó de aparecer en los registros después del período babilónico antiguo. Sin embargo, la ciudad continuó existiendo, ahora como Nauar (Nawar), bajo el control del estado hurrita de Mitanni. Los reyes hurritas de Urkesh tomaron el título de 'Rey de Urkesh y Nauar' en el III milenio a. C. Aunque existe una opinión generalizada de que la Nauar del III milenio a. C. es la Nagar anterior, algunos estudiosos, como Jesper Eidem, lo ponen en duda, optando por una ciudad más cercana a Urkesh, que también se llamaba Nauala/Nabula.

## Historia

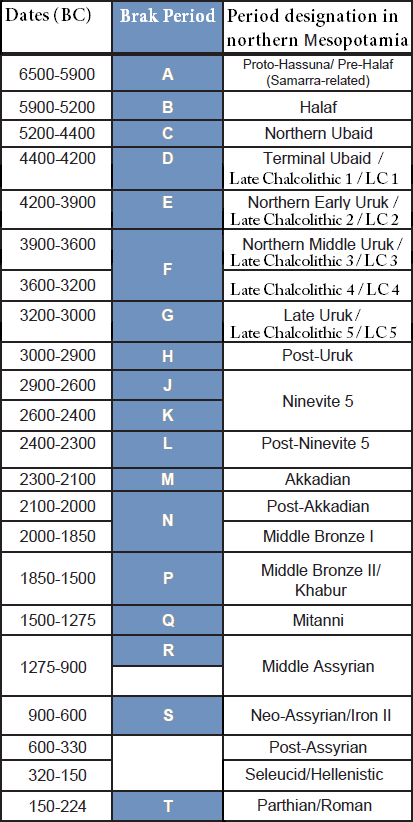
Períodos de Tell Brak.

### Asentamiento temprano
El período más antiguo denominado A, se remonta a la cultura proto Halaf en c. 6500 a. C., cuando existía un pequeño asentamiento. Se han descubierto muchos objetos que datan de ese período, incluida cerámica Halaf. Hacia c. 5000 a. C., la cultura Halaf se transformó en la llamada cultura de El Obeid Norte, encontrándose muchos restos de El Obeid en Tell Brak. Las excavaciones y el estudio de la superficie del yacimiento y sus alrededores, han desenterrado una gran plataforma de ladrillos patzen de diferentes tamaños que data de finales de El Obeid, y han revelado que Tell Brak se desarrolló como un centro urbano un poco antes que las ciudades más conocidas del sur de Mesopotamia, como sería el caso de Uruk.

### La primera ciudad

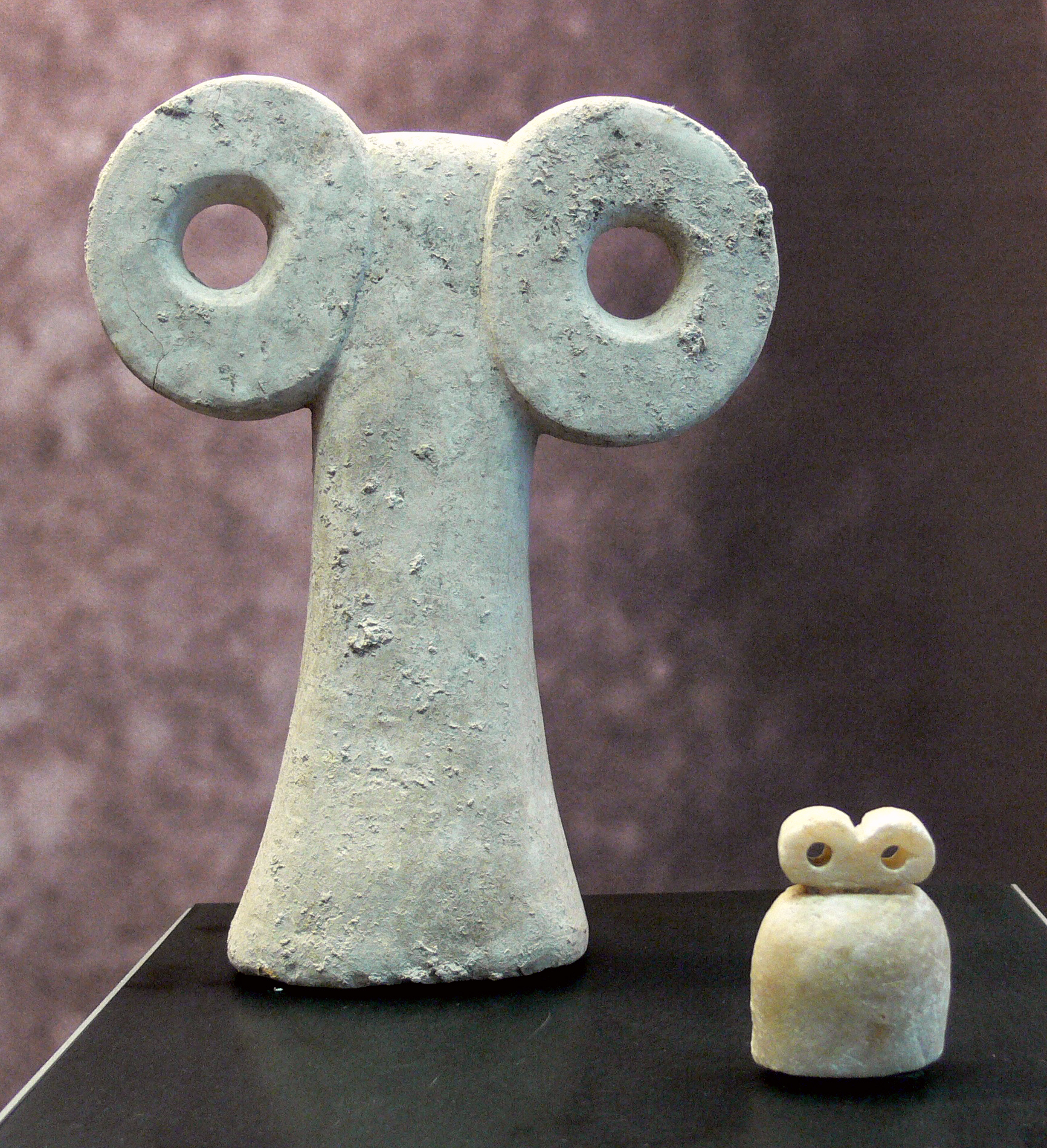
Figurillas de ojos del Templo de los Mil Ojos.

En el sur de Mesopotamia, la cultura de El Obeid original evolucionó al período Uruk. Los pueblos del período meridional de Uruk utilizaron medios militares y comerciales para expandir su civilización. En el norte de Mesopotamia, el período posterior a El Obeid se designa como período del Calcolítico Tardío/Uruk del Norte, durante el que Tell Brak comenzó a expandirse.
El período Brak E fue testigo de la construcción de las murallas de la ciudad, y la expansión de Tell Brak más allá del montículo original para formar una ciudad baja. A finales del V milenio a. C., Tell Brak alcanzó el tamaño de c. 55 hectáreas. El área TW del tell (los arqueólogos dividieron Tell Brak en áreas designadas con letras alfabéticas. Véase el mapa de las áreas establecidas) reveló los restos de un edificio monumental con paredes de dos metros de espesor y un umbral de basalto. Frente a este edificio se descubrió una calle pavimentada que conducía a la entrada norte de la ciudad.
La ciudad continuó expandiéndose durante el período F y alcanzó el tamaño de 130 hectáreas. Cuatro fosas comunes que datan de c. 3800-3600 a. C. fueron descubiertas en otro montículo, Tell Majnuna, al norte del tell principal, que sugieren que el proceso de urbanización estuvo acompañado por un conflicto social interno y un aumento en la organización de la guerra. La primera mitad del período F (designado LC3), vio la erección del Templo de los Mil Ojos, que recibió su nombre por los miles de pequeñas estatuillas de alabastro 'ídolos oculados' descubiertas en él.
El templo tiene varios niveles, los dos primeros se denominan niveles rojo y gris, y datan del LC3. El tercer nivel, denominado blanco, está datado en el período LC5 (c. 3200-3000 a. C.), mientras que el cuarto y actualmente visible es denominado el 'Último de Yemdet Nasr', y también data de finales del IV milenio a. C. (LC5). Las excavaciones han revelado dos reconstrucciones posteriores del edificio 'Último de Yemdet Nasr', que datan del período Dinástico Temprano I.
Esos ídolos también se encontraron en el área TW.
Las interacciones con el sur de Mesopotamia se incrementaron durante la segunda mitad del período F (designado LC4) c. 3600 a. C., estableciéndose una colonia urukeana en la ciudad. Con el final de la cultura de Uruk c. 3000 a. C., la colonia urukeana de Tell Brak fue abandonada y deliberadamente arrasada por sus ocupantes. Tell Brak se contrajo durante los siguientes períodos H y J, y se limitó al montículo. Existe evidencia de una interacción con el sur de Mesopotamia durante el período H, representada por la existencia de materiales similares a los producidos durante el período de Yemdet Nasr del sur. La ciudad siguió siendo un pequeño asentamiento durante el período ninivita 5, con un pequeño templo y actividades de sellado asociadas. Este templo está ubicado en el área TC, adyacente al edificio denominado 'Oval Brak'. Datado en el Ninivita 5, período J de c. 2700 a. C., el templo constaba de una sola sala con un altar de ladrillos de adobe, donde se ha encontrado un escondrijo con más de 500 sellos.

### Reino de Nagar
Alrededor de c. 2600 a. C., se construyó un gran edificio administrativo y la ciudad se expandió otra vez fuera de lo que es el tell. Su renacimiento está relacionado con la civilización de Kish, y la ciudad fue denominada 'Nagar'. Entre los edificios importantes que datan del reino, se encuentra un edificio administrativo o templo llamado 'Oval Brak', ubicado en el área TC. El edificio tiene una pared exterior curvada que recuerda al 'Templo Oval' de Jafayá en la Mesopotamia central. Sin embargo, aparte del muro, la comparación entre los dos edificios en términos de arquitectura es difícil, ya que cada edificio sigue una planta diferente.
Las referencias más antiguas de Nagar provienen de la ciudad de Mari y de tablillas descubiertas en Nabada. Sin embargo, la fuente más importante sobre Nagar proviene de los archivos de Ebla. La mayoría de los textos registran al gobernante de Nagar usando el título de 'En', sin mencionar ningún nombre. Sin embargo, un texto de Ebla menciona a Mara-Il como rey de Nagar. Es el único gobernante conocido por el nombre de Nagar pre-acadio y gobernó poco más de una generación antes de la destrucción del reino.
En su apogeo, Nagar abarcó la mayor parte de la mitad suroeste de la cuenca del Jabur, y fue un igual diplomático y político a los estados de Ebla y Mari. El reino incluía al menos 17 ciudades subordinadas, como Hazna, y la más importante, Nabada, una ciudad-estado anexionada por Nagar, y que sirvió como capital provincial. Nagar estuvo involucrada en la amplia red diplomática de Ebla, y las relaciones entre los dos reinos implicaron tanto enfrentamientos como alianzas. Un texto de Ebla menciona una victoria del rey de Ebla (quizás Irkab-Damu) sobre Nagar. Sin embargo, unos años más tarde, se concluyó un tratado y las relaciones progresaron con un matrimonio dinástico entre la princesa Tagrish-Damu de Ebla y el príncipe Ultum-Huhu, el hijo del monarca de Nagar.
Nagar fue derrotado por Mari en el séptimo año del mandato del visir eblaita Ibrium, lo que provocó el bloqueo de las rutas comerciales entre Ebla y el sur de Mesopotamia a través de la Alta Mesopotamia. Más tarde, el rey de Ebla, Isar-Damu, concluyó una alianza con Nagar y Kish contra Mari, y la campaña fue encabezada por el visir eblaíta Ibbi-Sipish, quien condujo a los ejércitos combinados a la victoria en una batalla cerca de Terqa. Posteriormente, la alianza atacó a la rebelde ciudad vasalla eblaíta de Armi. Ebla fue destruida aproximadamente tres años después de la batalla de Terqa, y poco después, Nagar la siguió en c. 2300 a. C. Gran parte de la ciudad fue quemada, un acto atribuido a Mari, o a Sargón de Acad.

### Período acadio

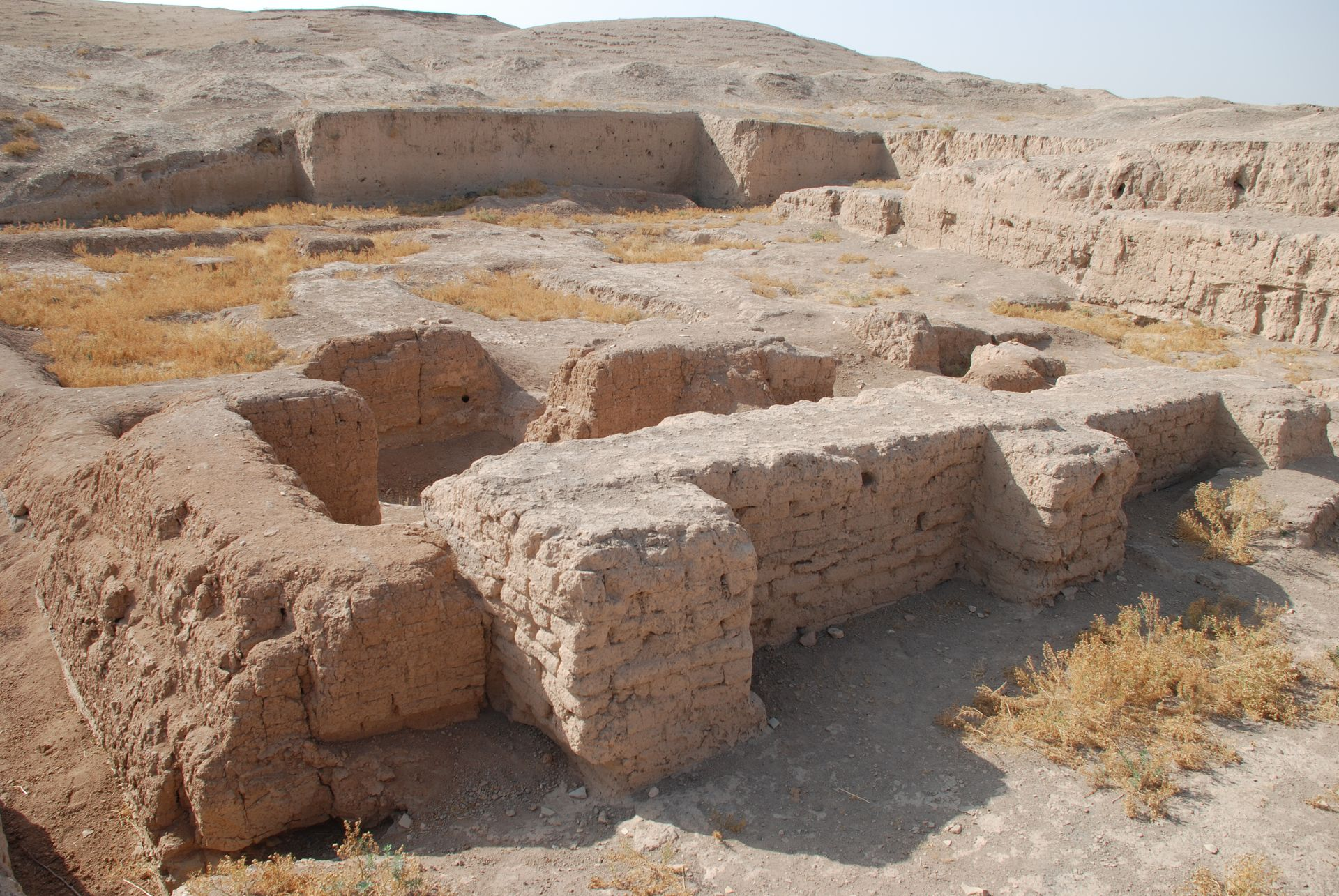
Restos del palacio de Naram-Sin.

Después de su destrucción, Nagar fue reconstruida por el Imperio acadio, para formar un centro de la administración provincial. La ciudad incluía todo el tell y una ciudad baja en el extremo sur del montículo. Se construyeron dos edificios públicos durante los primeros períodos acadios, un complejo en el área SS, y otro en el área FS. El edificio del área FS incluía su propio templo y podría haber servido como caravasar, ya que estaba ubicado cerca de la puerta norte de la ciudad. Cuando los primeros monarcas acadios estaban ocupados con conflictos internos, Tell Brak fue temporalmente abandonado por Acad en algún momento anterior al reinado de Naram-Sin. La naturaleza del período temprano acadio es ambigua ya que los textos locales no reflejan el reinado de Sargón o sus sucesores. Dos cuencos con la inscripción del rey Rimush fueron descubiertos en el palacio de su sobrino Naram-Sin, aunque podrían haber sido obsequios diplomáticos a un gobernante local.|group=note}} Finalmente, el abandono podría estar relacionado con un cambio climático, que provocó la desertificación de la región.
La destrucción del reino de Nagar creó un vacío de poder en el Alto Jabur. Los hurritas, anteriormente concentrados en Urkesh, aprovecharon la situación para controlar la región a partir de los últimos años de Sargón. Tell Brak era conocido como 'Nauar' por los hurritas, y los reyes de Urkesh tomaron el título de 'Rey de Urkesh y Nauar', atestiguado por primera vez en el sello del rey Atal-Shen de Urkesh.
El uso del título continuó durante los reinados de los sucesores de Atal-Shen, Tupkish y Tish-Atal, que gobernaron solo en Urkesh. Los acadios bajo Naram-Sin incorporaron firmemente a Nagar a su imperio. El edificio acadio más importante de la ciudad se denomina 'Palacio de Naram-Sin' porque algunos de los ladrillos del edificio tenían estampado el nombre de Naram-Sin. El palacio tenía partes construidas sobre el Templo de los Mil Ojos. A pesar de su nombre, el palacio está más cerca de una fortaleza, o un depósito fortificado para el almacenamiento de tributos recaudados, que el de una sede residencial. El palacio fue quemado durante el reinado de Naram-Sin, quizás por un ataque de los lullubi, y la ciudad fue incendiada hacia el final del período acadio c. 2193 a. C., probablemente por los guti.

### Reino post-acadio
El período acadio fue seguido por el período N, durante el que Nagar fue el centro de una dinastía hurrita independiente, evidenciado por el descubrimiento de un sello, con el nombre del rey Talpus-Atili de Nagar, que gobernó durante o poco después del reinado del hijo de Naram-Sin, Sharkalisharri. Aunque se rechaza la opinión de que Tell Brak quedó bajo el control de Ur III, existe evidencia de una reconstrucción hurrita del palacio de Naram-Sin, atribuida erróneamente por Max Mallowan a Ur-Nammu de Ur. El período N vio una reducción en el tamaño de la ciudad, con el abandono de los edificios públicos y la evacuación de la ciudad baja. Se construyeron unas pocas casas de corta vida en el área CH durante el período N, y aunque su tamaño era muy reducido, la arqueología ha proporcionado la evidencia de la ocupación continua de la ciudad, en lugar del abandono total.|group=note}}

### Dominio extranjero y períodos posteriores

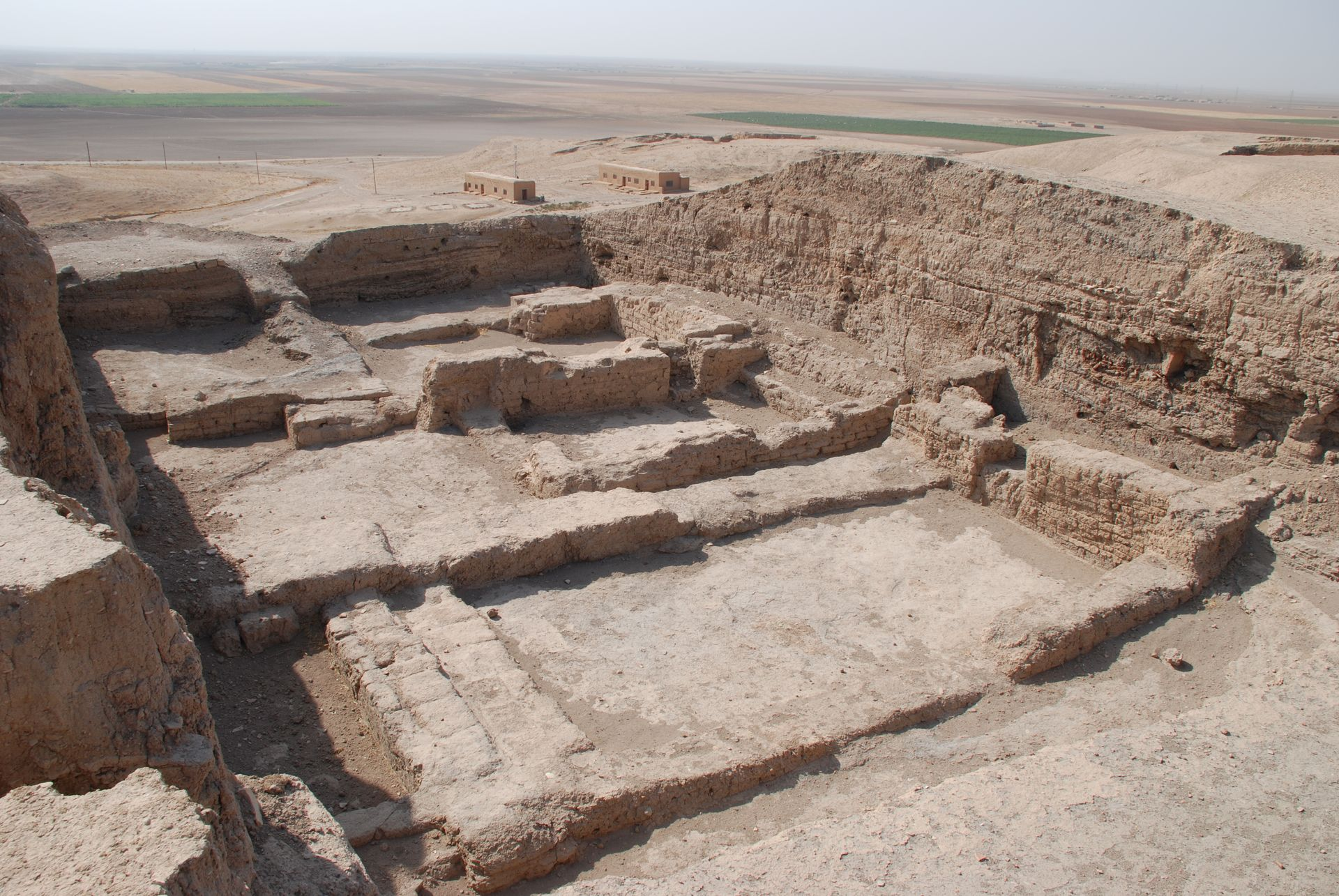
Restos del palacio de los mitanni.

Durante el período P, Nagar estuvo densamente poblada en las estribaciones norte del tell. La ciudad quedó bajo el dominio de Mari, y fue el lugar de una victoria decisiva de Yahdun-Lim de Mari sobre Shamshiadad I de Asiria. Nagar perdió su importancia y quedó bajo el dominio de Kahat en el siglo XVIII a. C.
Durante el período Q, Tell Brak fue una importante ciudad comercial en el estado de Mitanni. Se construyó entonces un palacio de dos pisos en c. 1500 a. C. en la sección norte del tell, además de un templo asociado. Sin embargo, el resto del tell no estaba ocupado, y una ciudad baja se extendía hacia el norte, aunque ahora está casi destruido por la agricultura moderna. Se recuperaron de la ciudad dos documentos legales de Mitanni, con los nombres de los reyes Artashumara y Tushratta, que fue destruida entre el 1300 y el 1275 a. C., en dos oleadas, primero a manos del rey asirio Adad-nirari I, y luego por su sucesor Salmanasar I.
Existe poca evidencia de una ocupación en el tell después de la destrucción de la ciudad mitannia, aunque existieron varias pequeñas aldeas en la ciudad baja durante los períodos asirios. Los restos de un asentamiento helenístico fueron descubiertos en un tell cercano, en el borde noroeste del tell principal. Sin embargo, las excavaciones no recuperaron cerámicas de los períodos parto-romano o bizantino-sasánida, aunque se observan fragmentos que datan de esos períodos. A mediados del I milenio, se erigió un edificio fortificado en la ciudad baja del noreste. El edificio fue datado por Antoine Poidebard en la época de Justiniano (siglo VI), basándose en su arquitectura. La última ocupación fue durante el período del califato abasí temprano, cuando se construyó un canal para proporcionar a la ciudad agua del cercano río Jaghjagh.

## Religión
Los hallazgos en el Templo de los Mil Ojos indican que Tell Brak se encuentra entre los primeros lugares organizados de religión en el norte de Mesopotamia. Se desconoce a ciencia cierta a qué deidad se dedicó este templo, y las figurillas de 'ojos' parecen ser ofrendas votivas a esa deidad desconocida. El templo probablemente en algún momento se dedicase a la diosa sumeria Inanna o la semítica Ishtar. Michel Meslin planteó la hipótesis de que las figurillas de 'ojos' fueran una representación de una deidad femenina que todo lo ve.
Durante la era del reino pre-acadio, Hazna, un antiguo centro de culto del norte de Siria, sirvió como centro de peregrinación para Nagar. El Templo de los Mil Ojos permaneció en uso, pero como un pequeño santuario,  mientras que la diosa Belet-Nagar se convirtió en la deidad suprema del reino, donde Belet es la forma femenina de Bel, el título semítico oriental de un señor dios. Belet-Nagar se traduciría como la señora de Nagar. El templo de Belet-Nagar no se ha podido identificar, aunque probablemente yace bajo el palacio de los mitanni.
La deidad eblaíta Kura también fue venerada en Nagar, y está atestiguado que los monarcas visitaban el templo del dios semítico Dagón en Tuttul. Durante el período acadio, el templo en el área FS se dedicó al dios sumerio Shakkan, patrón de los animales y del campo. Tell Brak también fue un importante centro religioso hurrita, y el templo de Belet-Nagar conservó la importancia de culto en toda la región hasta principios del II milenio a. C. El culto a Belet-Nagar se extendió por amplias zonas, y durante el año 8º del reinado de Amar-Sin, se erigió un templo dedicado a ella en Ur.

## Excavaciones
Tell Brak fue excavado por el arqueólogo británico sir Max Mallowan, esposo de Agatha Christie, en 1937 y 1938. Los artefactos de las excavaciones de Mallowan se conservan ahora en el Museo Ashmolean, el Museo Nacional de Alepo y el Museo Británico. Este último contiene la denominada Cabeza de Tell Brak que data de c. 3500-3300 a. C.
Un equipo del Instituto de Arqueología de la Universidad de Londres, dirigido por David y Joan Oates, trabajó en el tell durante 14 temporadas entre 1976 y 1993. Después de 1993, varios directores de campo realizaron excavaciones bajo la dirección general de David (hasta 2004) y Joan Oates. Entre esos directores estaban Roger Matthews (en 1994-1996), del McDonald Institute for Archaeological Research de la Universidad de Cambridge; Geoff Emberling (en 1998-2002) y Helen McDonald (en 2000-2004), por el Instituto Británico para el Estudio de Irak y el Museo Metropolitano de Arte. En 2006, Augusta McMahon se convirtió en directora de campo, también patrocinada por el Instituto Británico para el Estudio de Irak. Henry T. Wright (en 2002-2005) supervisó un estudio de campo arqueológico regional en un radio de 20 km alrededor de Brak. Muchos de los hallazgos de las excavaciones en Tell Brak se exhiben en el Museo de Deir ez-Zor. Las excavaciones más recientes tuvieron lugar en la primavera de 2011, pero el trabajo arqueológico está actualmente suspendido debido a la Guerra Civil Siria.

### Guerra Civil Siria
Según las autoridades sirias, el campamento de arqueólogos fue saqueado, junto con las herramientas y cerámicas que se guardaban en él. El yacimiento cambió de manos entre diferentes combatientes, principalmente las Unidades de Protección Popular kurdas y el Estado Islámico de Irak y el Levante. A principios de 2015, Tell Brak fue tomada por las fuerzas kurdas después de un combate con el Estado Islámico.